# Список візантійських імператорів

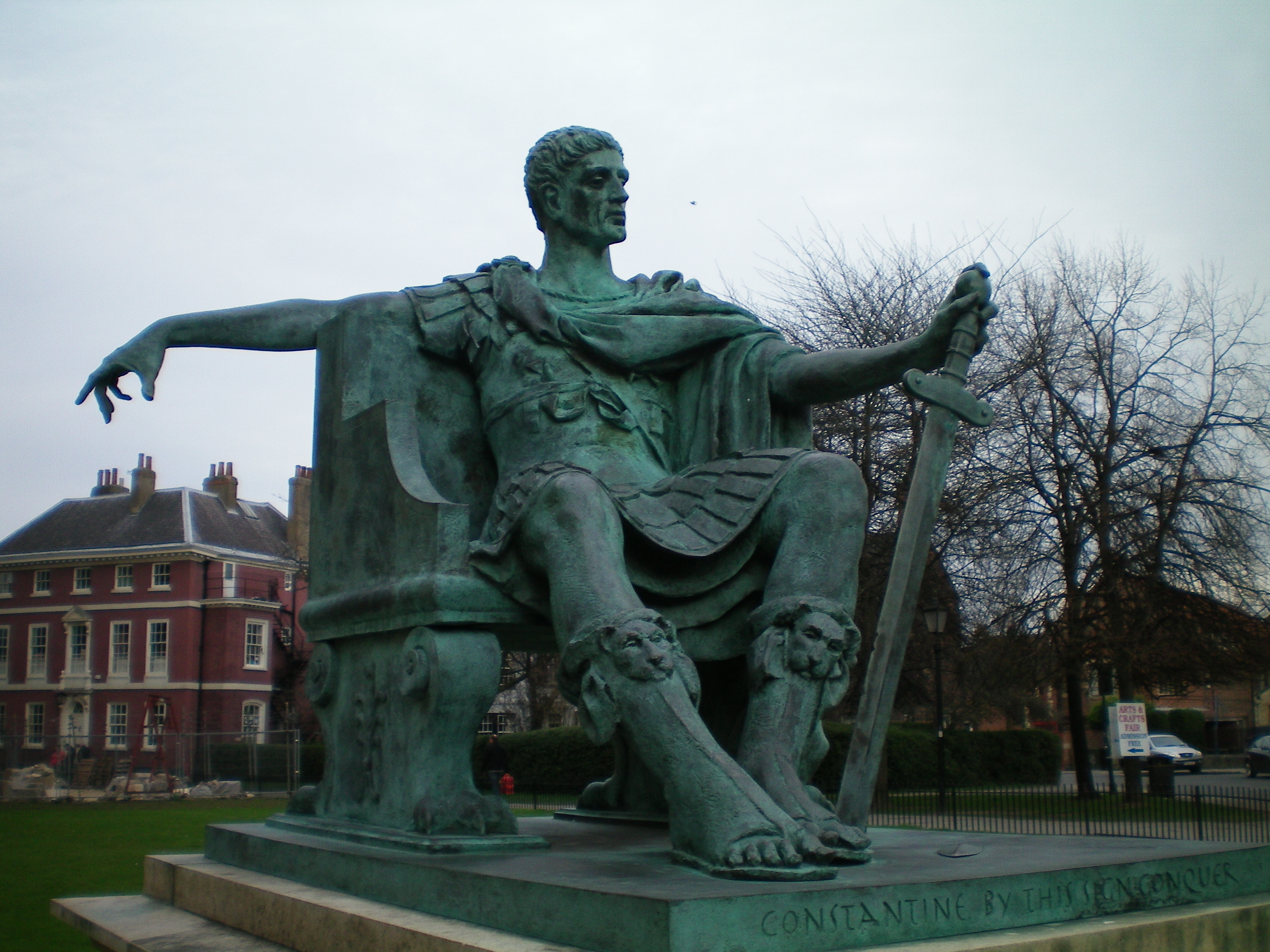
Йоркський монумент Костянтину Великому

## Імперія до 610 року
| Імператор             | Повне ім'я                                    | Роки правління           | Примітки                                                                 |
| Династія Костянтина   | Династія Костянтина                           | Династія Костянтина      | Династія Костянтина                                                      |
| --------------------- | --------------------------------------------- | ------------------------ | ------------------------------------------------------------------------ |
| Костянтин I Великий   | Flavius Valerius Constantinus                 | 306–337                  | легалізував християнство і заснував Константинополь                      |
| Калочерій             | невідоме                                      | 333/334                  | Антиімператор на Кіпрі                                                   |
| Далмацій              | Flavius Dalmatius                             | 335–337                  | Співімператор разом зі своїм дядьком                                     |
| Ганнібаліан           | Flavius Hannibalianus                         | 335–337                  | Rex Regum et Ponticarum Gentium                                          |
| Констанцій II         | Flavius Julius Constantius                    | 337–361                  | Імператор на Сході, з 353 самодержець                                    |
| Констант Галл         | Flavius Constantius Gallus                    | 351–354                  | Разом із Константом ІІ, співімператор в Сирії                            |
| Юліан Філософ         | Flavius Claudius Iulianus                     | 355–361 (Caesar) 361—363 | Загинув під час війни із Сасанідами                                      |
| Іовіан                | Flavius Iovianus                              | 363–364                  | Не належав до династії Костянтина                                        |
| Династія Валентиніана |                                               |                          |                                                                          |
| Валент                | Flavius Valens                                | 364–378                  | Імператор на Сході, загинув в Адріанопольській битві                     |
| Прокопій              | невідомо                                      | 365–366                  | Антиімператор на Сході, страчений                                        |
| Марцелл               | невідомо                                      | 366                      | Антиімператор на Сході, страчений                                        |
| Династія Феодосія     |                                               |                          |                                                                          |
| Феодосій І Великий    | Flavius Theodosius                            | 379–395                  | Імператор на Сході, з 394 останній імператор об'єднаної Римської імперії |
| Аркадій               | Flavius Arcadius                              | 395–408                  | Імператор на Сході, син Феодосія                                         |
| Феодосій II Каліграф  | Flavius Theodosius                            | 408–450                  | Імператор на Сході, при ньому був складений Кодекс Феодосія              |
| Маркіан               | Flavius Marcianus                             | 450–457                  | Імператор на Сході, був чоловіком сестри Феодосія ІІ                     |
| Фракійська династія   |                                               |                          |                                                                          |
| Лев I Великий         | Leo                                           | 457–474                  |                                                                          |
| Лев II                | Leo                                           | 474                      | Онук Лева І, помер через 10 місяців після початку царювання              |
| Зенон                 | Tarasicodissa Zeno                            | 474–491                  | У його правління перестала існувати Західна Римська імперія              |
| Василіск              | Flavius Basiliscus                            | 475–476                  |                                                                          |
| Анастасій I Різноокий | Flavius Anastasius                            | 491–518                  |                                                                          |
| Династія Юстиніана    |                                               |                          |                                                                          |
| Юстин I               | Flavius Iustinus                              | 518–527                  |                                                                          |
| Юстиніан I Великий    | Imperator Caesar Flavius Iustinianus Augustus | 527–565                  | Намагався відвоювати всі землі Римської імперії                          |
| Юстин II              | Flavius Iustinus                              | 565–578                  | Племінник Юстиніана, з 574 мав психічне захворювання                     |
| Тиберій II Костянтин  | Flavius Tiberius Constantinus                 | 574–578 (цезар) 578—582  | З кінця 574 вів справи душевнохворого Юстина II.                         |
| Маврикій              | Flavius Mauricius Tiberius                    | 582–602                  | Скинутий Фокою                                                           |
| Фока                  | Flavius Phocas                                | 602–610                  | Не належав до династії                                                   |
| Імператор             | Повне ім'я                                    | Роки правління           | Примітки                                                                 |

## Династія Іраклія
| Імператор               | Повне ім'я                   | Роки правління   | Примітки                              |
| Династія Іраклія        | Династія Іраклія             | Династія Іраклія | Династія Іраклія                      |
| ----------------------- | ---------------------------- | ---------------- | ------------------------------------- |
| Іраклій                 | Flavius Heraclius            | 610–641          |                                       |
| Костянтин III           | Κωνσταντίνος Γ' Ηράκλειος    | 641              | Син Іраклія, помер від туберкульозу   |
| Іраклеон                | Ηρακλεωνάς                   | 641              | Син Іраклія, помер у зісланні         |
| Констант II Бородатий   | Κώνστας Β' Ηράκλειος         | 641–668          | Помер у своїй резиденції в Сіракузах  |
| Грегорій                | невідомо                     | 646–647          | Узурпатор в Карфагені                 |
| Олімпій                 | невідомо                     | бл. 651—651/652  | Узурпатор в Італії                    |
| Мізізій                 | невідомо                     | 668              | Антиімператор на Сицилії              |
| Костянтин IV Новий      | Κωνσταντίνος Δ' ο Πωγώνατος  | 668–685          |                                       |
| Юстиніан II Безносий    | Ιουστινιανός Β' ο Ρινότμητος | 685–695 705—711  |                                       |
| Імператори без династії |                              |                  |                                       |
| Леонтій                 | Λεόντιος                     | 695–698          |                                       |
| Тиберій III             | Τιβέριος Γ' ο Αψίμαρος       | 698–705          |                                       |
| Філіппик Вардан         | Φιλιππικός Βαρδάνης          | 711–713          |                                       |
| Анастасій ІІ            | Αναστάσιος Β'                | 713–715          | Був скинутий армією                   |
| Феодосій III            | Θεοδόσιος Γ' ο Αδραμμυττηνός | 715–717          | Був вимушений відректися від престолу |
| Імператор               | Повне ім'я                   | Роки правління   | Примітки                              |

## Іконоборчийперіод
| Імператор            | Повне ім'я                               | Роки правління       | Примітки                                                     |
| Ісаврійська династія | Ісаврійська династія                     | Ісаврійська династія | Ісаврійська династія                                         |
| -------------------- | ---------------------------------------- | -------------------- | ------------------------------------------------------------ |
| Лев III Ісавр        | Λέων Γ' ο Ίσαυρος                        | 717–741              | Почав іконоборство, успішно боровся з арабами                |
| Василій Ономагул     | Βασίλειος Ονομαγύλόσ                     | 717                  | Антиімператор на Сицилії                                     |
| Костянтин V          | Κωνσταντίνος Ε' ο Κοπρώνυμος ή Καβαλίνος | 741–775              | Був успішним полководцем, помер в поході проти болгар        |
| Артабаст             |                                          | 741–743              |                                                              |
| Лев IV Хозар         | Λέων o Χαζάρος                           | 775–780              |                                                              |
| Костянтин VI Сліпий  | Κωνσταντίνος ΣΤ'                         | 780–797              | Скинутий                                                     |
| Ірина                | Ειρήνη                                   | 797–802              | Перша правляча імператриця                                   |
| Нікіфориди           |                                          |                      |                                                              |
| Никифор I            | Νικηφόρος Α' Φωκάς                       | 802–811              |                                                              |
| Ставракій            | Σταυράκιος Φωκάς                         | 811                  | Через тяжку хворобу не міг правити                           |
| Михаїл I Сильнорукий | Μιχαήλ Α' Ραγκαβής                       | 811–813              | Визнав імператорський титул Карла Великого                   |
| Лев V Вірменин       | Λέων Ε' ο Αρμένιος                       | 813–820              |                                                              |
| Аморійська династія  |                                          |                      |                                                              |
| Михаїл II Шепелявий  | Μιχαήλ Β' ο Τραυλός η Ψηλλος             | 820–829              | Скинув Лева V, при ньому сарацини захопили Кіпр              |
| Фома Слов'янин       |                                          | 820–823              | Антиімператор слов'янського походження                       |
| Феофіл               | Θεόφιλος                                 | 829–842              |                                                              |
| Михаїл III П'яниця   | Μιχαήλ Γ' ο Μέθυσος                      | 842–867              | Став імператором у 3 роки, скинутий своїм фаворитом Василієм |
| Імператор            | Повне ім'я                               | Роки правління       | Примітки                                                     |

## Македонська династія
| Імператор                   | Повне ім'я                        | Роки правління                        | Примітки                                          |
| Македонська династія        | Македонська династія              | Македонська династія                  | Македонська династія                              |
| --------------------------- | --------------------------------- | ------------------------------------- | ------------------------------------------------- |
| Василій I Македонянин       | Βασίλειος Α'                      | 867–886                               |                                                   |
| Лев VI Мудрий               | Λέων ΣΤ' ο Σοφός                  | 886–912                               | Чотири рази був одружений, закінчив реформу права |
| Александр                   | Αλέξανδρος Γ' του Βυζαντίου       | 912–913                               | Брат попереднього                                 |
| Костянтин VII Багрянородний | Κωνσταντίνος Ζ' ο Πορφυρογέννητος | 913–959 (фактично 913—920 та 945—959) | Письменник                                        |
| Роман I Лакапен             | Ρωμανός Α' ο Λεκαπηνός            | 920–944                               |                                                   |
| Христофор                   |                                   | 921-931                               | Син Романа Лакапена                               |
| Стефан                      |                                   | 924-945                               | Син Романа Лакапена                               |
| Роман II                    | Ρωμανός Β' ο Πορφυρογέννητος      | 959–963                               |                                                   |
| Никифор II Фока             | Νικηφόρος Β' Φωκάς                | 963–969                               |                                                   |
| Іоанн I Цимісхій            | Ιωάννης Α' Κουρκούας ο Τσιμισκής  | 969–976                               | Повернув Сирію                                    |
| Василій II Болгаробійця     | Βασίλειος Β' ο Βουλγαροκτόνος     | 976–1025                              | Захопив Болгарію                                  |
| Костянтин VIII              | Κωνσταντίνος Η'                   | 1025–1028                             | Брат Василія ІІ                                   |
| Роман III Аргир             | Ρωμανός Γ' ο Αργυρός              | 1028–1034                             |                                                   |
| Михайло IV Пафлагонський    | Μιχαήλ Δ' ο Παφλαγών              | 1034–1041                             |                                                   |
| Михайло V Калафат           | Μιχαήλ Ε' ο Καλαφάτης             | 1041–1042                             | Sohn eines Abdichters                             |
| Зоя                         | Ζωή                               | 1042                                  | Дружина своїх 3 попередників та наступника        |
| Феодора                     | Θεοδώρα                           | 1042 1055—1056                        | Сестра Зої                                        |
| Костянтин IX Мономах        | Κωνσταντίνος Θ' ο Μονομάχος       | 1042–1055                             |                                                   |
| Михаїл VI Стратіотик        | Μιχαήλ ΣΤ' ο Στρατιωτικός         | 1056–1057                             | Не належав до Македонської династії               |
| Імператор                   | Повне ім'я                        | Роки правління                        | Примітки                                          |

## Комніни, Дуки та Ангели
| Імператор              | Повне ім'я                  | Роки правління      | Примітки                                                    |
| Комніни                | Комніни                     | Комніни             | Комніни                                                     |
| ---------------------- | --------------------------- | ------------------- | ----------------------------------------------------------- |
| Ісаак I Комнін         | Ισαάκιος Α' ο Κομνηνός      | 1057–1059           | Відрікся від престолу                                       |
| Дуки                   |                             |                     |                                                             |
| Костянтин X Дука       | Κωνσταντίνος Ι' ο Δούκας    | 1059–1067           | При ньому імперія втратила італійські території до Барі     |
| Євдокія Макремболітіса |                             | 1067-1068           |                                                             |
| Роман IV Діоген        | Ρωμανός Δ' Διογένης         | 1068–1071           | Не належав до роду Дук, був розбитий у Битві при Манцикерті |
| Михайло VII Парапінек  | Μιχαήλ Ζ' Δούκας            | 1071–1078           |                                                             |
| Никифор III Вотаніат   | Νικηφόρος Γ' Βοτανειάτης    | 1078–1081           |                                                             |
| Комніни                |                             |                     |                                                             |
| Олексій I Комнін       | Αλέξιος Α' Κομνηνός         | 1081–1118           |                                                             |
| Іоанн II Красивий      | Ιωάννης Β' Κομνηνός o Καλός | 1118–1143           | Успішно боровся проти печенігів та сельджуків               |
| Мануїл I Великий       | Μανουήλ Α' Κομνηνός ο Μέγας | 1143–1180           |                                                             |
| Олексій II             | Αλέξιος B' Κομνηνός         | 1180–1183           | Був задушений тятивою від лука                              |
| Андронік I             | Ανδρόνικος Α' Κομνηνός      | 1183–1185           |                                                             |
| Ангели                 |                             |                     |                                                             |
| Ісаак II Ангел         | Ισαάκιος Β' Άγγελος         | 1185–1195 1203—1204 |                                                             |
| Олексій III Ангел      | Αλέξιος Γ' Άγγελος          | 1195–1203           |                                                             |
| Олексій IV             | Αλέξιος Δ' Άγγελος          | 1203–1204           | Співправитель свого батька Ісаака ІІ                        |
| Миколай Канабос        |                             | 1204                | Обраний сінклітом, перебував на престолі 11 днів            |
| Олексій V Мурзуфл      | Αλέξιος Ε' Δούκας           | 1204                |                                                             |
| Імператор              | Повне ім'я                  | Роки правління      | Примітки                                                    |

## Ласкариди і Палеологи
| Імператор             | Повне ім'я                             | Роки правління | Примітки                                                                                           |
| Ласкариди             | Ласкариди                              | Ласкариди      | Ласкариди                                                                                          |
| --------------------- | -------------------------------------- | -------------- | -------------------------------------------------------------------------------------------------- |
| Феодор I Ласкаріс     | Θεόδωρος Α' Λάσκαρης                   | 1204–1222      | Засновник Нікейської імперії                                                                       |
| Іоанн III Дука Ватац  | Ιωάννης Γ' Δούκας Βατάτζης             | 1222–1254      | |
| Феодор II Ласкаріс    | Θεόδωρος Β' Λάσκαρης                   | 1254–1258      | Відвоював Фракію у болгар                                                                          |
| Іоанн IV Ласкаріс     | Ιωάννης Δ' Λάσκαρης                    | 1258–1261      | |
| Палеологи             |                                        |                | |
| Михайло VIII Палеолог | Μιχαήλ Η' Παλαιολόγος                  | 1259–1282      | При ньому був відвойований Константинополь                                                         |
| Андронік II Палеолог  | Ανδρόνικος Β' ο Γέρος                  | 1282–1328      | |
| Михаїл ІХ             | Μιχαήλ Η' Παλαιολόγος                  | 1277–1320      | Син Андроніка II.                                                                                  |
| Андронік III Палеолог | Ανδρόνικος Γ' Παλαιολόγος ο Νέος       | 1328–1341      | Скинув свого діда Андроніка Старшого                                                               |
| Іоанн V               | Ιωάννης Ε' Παλαιολόγος                 | 1341–1391      | |
| Іоанн VI Кантакузин   | Ιωάννης Στ' Καντακουζηνός              | 1347–1354      | Фактично скинув Іоанна V, підтримував паламитів, був вимушений постригтись у ченці.                |
| Андронік IV Палеолог  | Ανδρόνικος Δ' Παλαιολόγος              | 1376–1379      | |
| Іоанн VII             | Ιωάννης Ζ' Παλαιολόγος                 | 1390 1399—1402 | Намагався добитись допомоги на заході проти османів.                                               |
| Мануїл II             | Μανουήλ Β' Παλαιολόγος                 | 1391–1425      | Підтримував укладення унії між Католицькою та Константинопольською церквами, відвідав Європу       |
| Іоанн VIII            | Ιωάννης Η' Παλαιολόγος                 | 1425–1448      | |
| Костянтин ХІ Драгаш   | Κωνσταντίνος ΙΑ' Παλαιολόγος Δραγάτσης | 1448–1453      | Останній візантійський імператор, Константинополь захоплений османами і він загинув під час штурму |
| Імператор             | Повне ім'я                             | Роки правління | Примітки                                                                                           |